# Крюков, Николай Максимович
Николай Максимович Крюков (1925—1994) — советский пловец и ватерполист. Многократный чемпион и неоднократный рекордсмен СССР. Заслуженный мастер спорта СССР (1948).

## Биография
В 13-летнем возрасте успешно выступал в детско-юношеских соревнованиях по плаванию, представляя Минск. В дальнейшем выступал под флагом общества «Динамо» (Москва) (1943—1953).
Специализировался в плавании на спине и вольным стилем.
Чемпион СССР на дистанциях 100 м (1944—1947, 1949), 200 м (1946, 1947, 1949—1951) и 400 м на спине (1947—1951), в комбинированных эстафетах 3×100 м (1946, 1947, 1950) и 4× 100 м (1947, 1950). Был серебряным призёром на 400 и 1500 м вольным стилем (1946, 1947), 100 м (1943,1948—1950), 200 м (1943,1945,1948) и 400 м (1944—1945) на спине, в комбинированной эстафете 4×100 м (1948, 1949). Был также бронзовым призёром на дистанции 100 м на спине (1951).
В 1948—1950 был трижды рекордсменом СССР на дистанциях 100 и 200 м на спине.
Играл в водное поло нападающим в клубе «Динамо» (Москва) (1944—1949). Третий призёр чемпионата СССР (1945). Обладатель Кубка СССР 1949 года.
Удостоен звания заслуженного мастера спорта в 1948 году.
Окончил Государственного центрального ордена Ленина института физической культуры (ГЦОЛИФК). В 1954—1968 годах на тренерской и административной работе в сборной СССР. В 1961—1969 годах работал ответственным секретарём Федерации плавания СССР, в 1970—1988 годах — начальником отделов водных видов и спортивных игр Центрального Совета «Динамо». В 1962—1970 годах был членом технического комитета Европейской лиги плавания, в 1968—1972 годах — вице-президентом технического комитета Международной федерации плавания (ФИНА).
Жена — семикратная чемпионка СССР и заслуженный тренер РСФСР по плаванию Нина Крюкова.